# Cedrela fissilis
Cedrela fissilis là một loài thực vật có hoa trong họ Meliaceae. Loài này được Vell. mô tả khoa học đầu tiên năm 1829.

## Hình ảnh

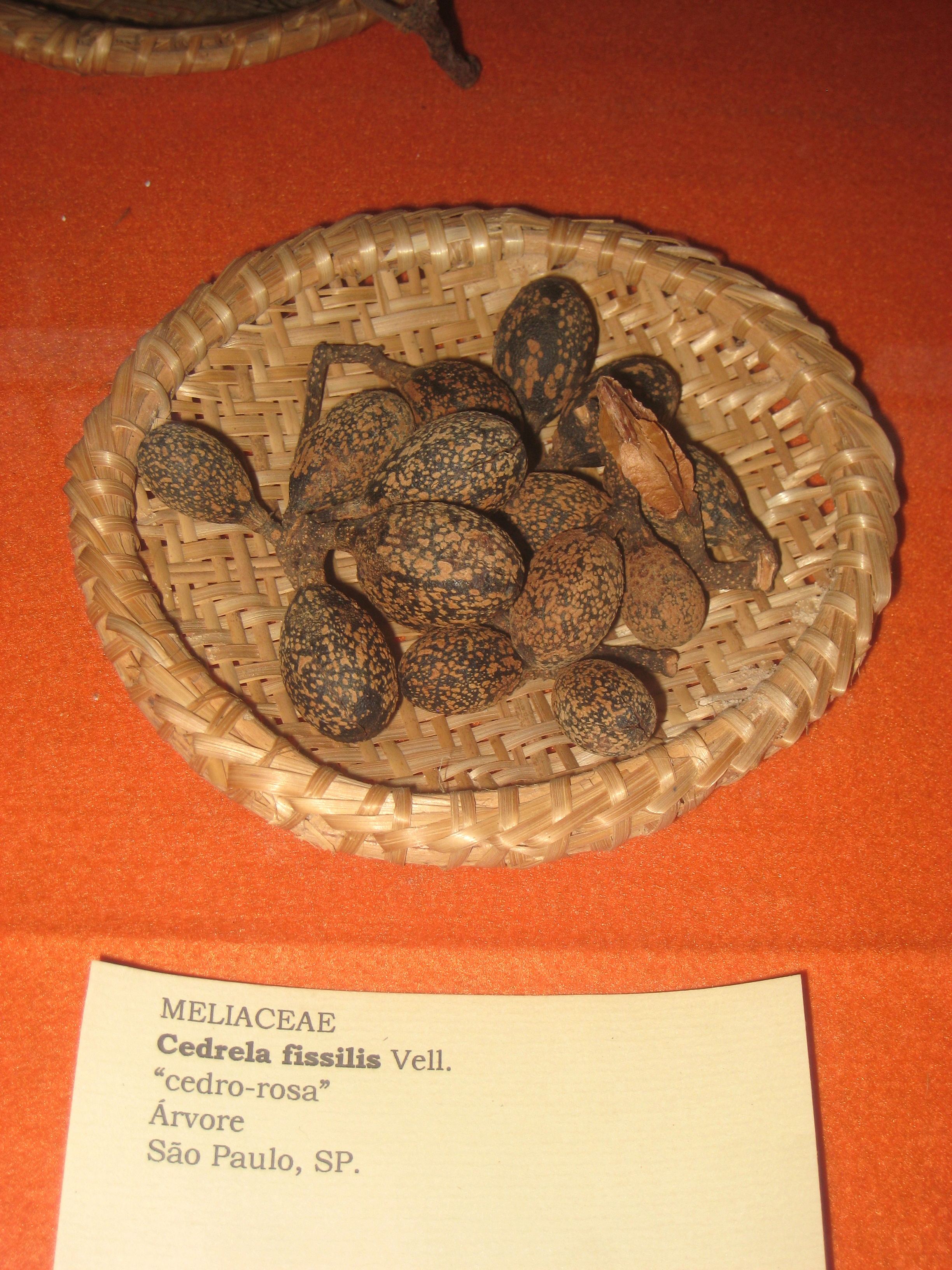
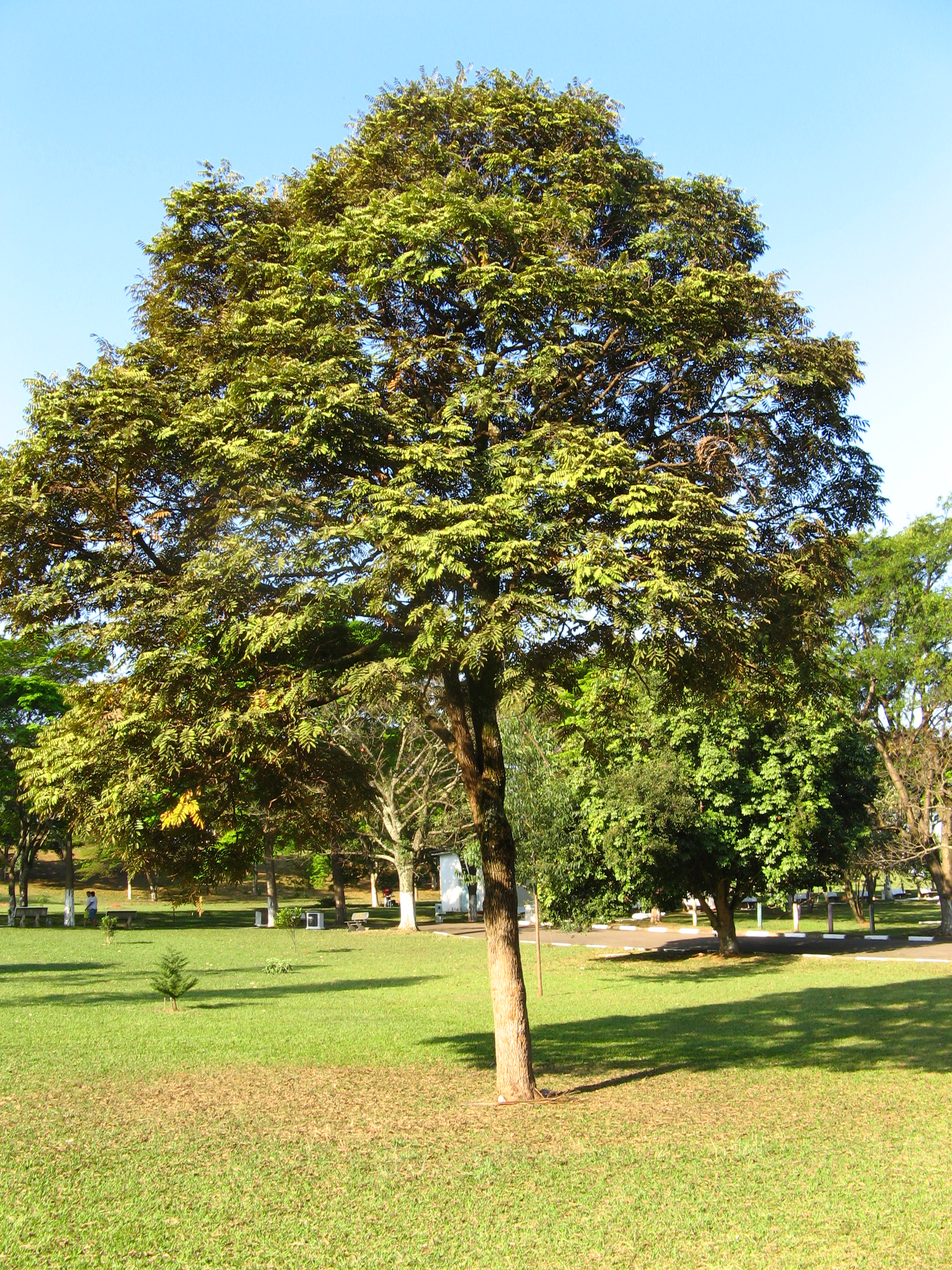
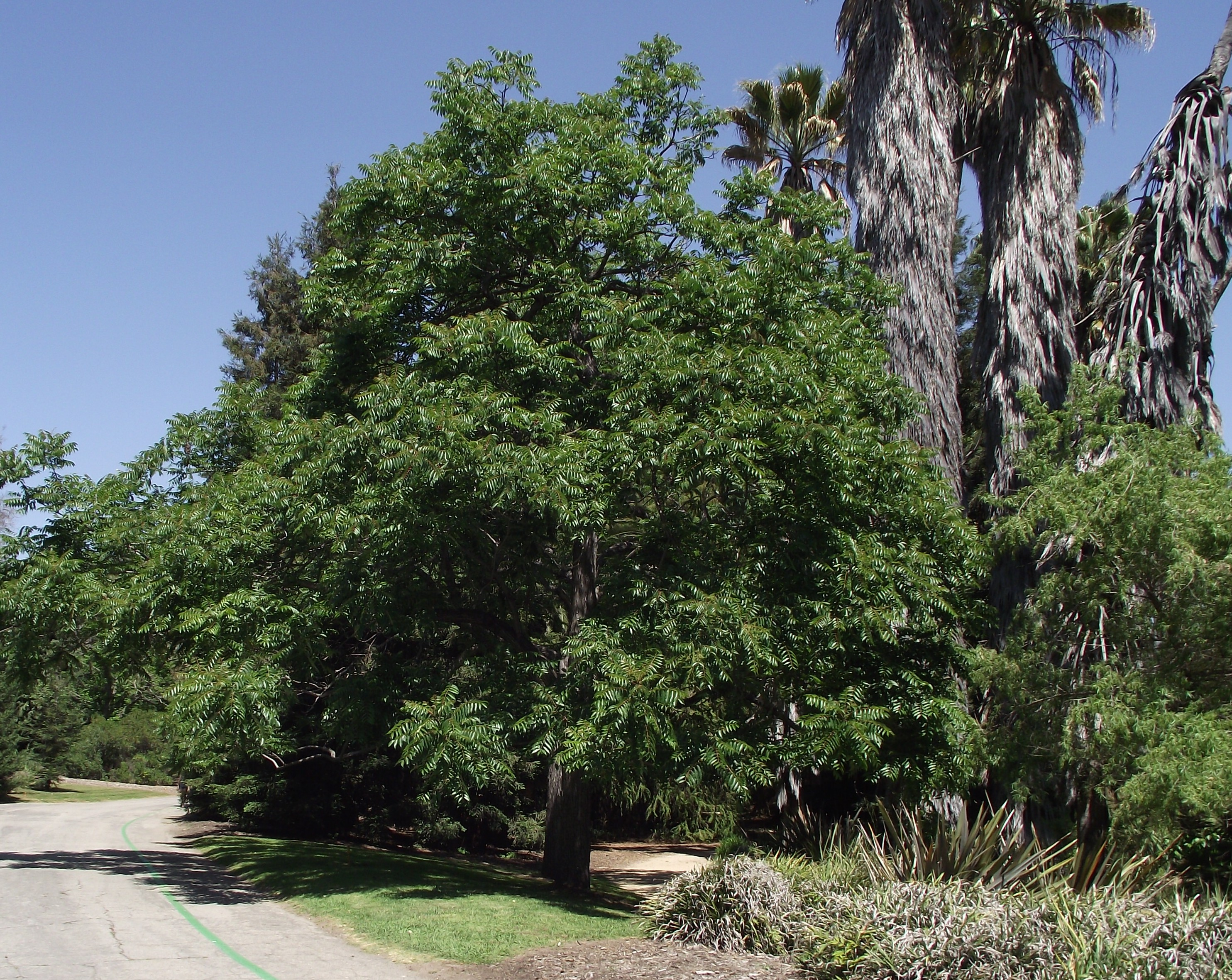
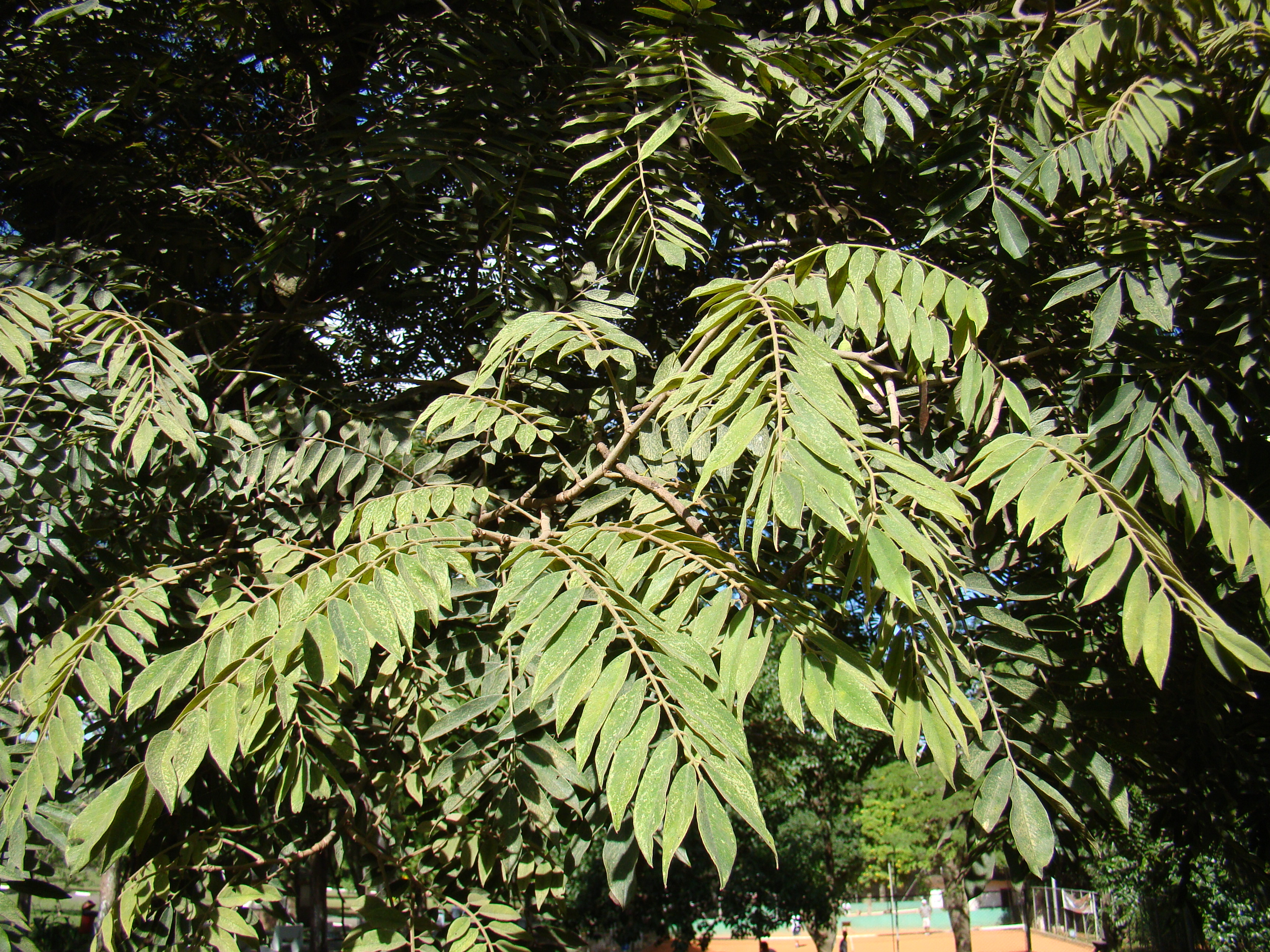